# Pjotr van Oorschot
Pjotr van Oorschot (Sint-Oedenrode, 18 oktober 1944 - Rotterdam, 3 oktober 2012) was een Nederlandse beeldend kunstenaar.

## Biografie
Van Oorschot was beeldhouwer, tekenaar en omgevingskunstenaar. Hij studeerde van 1968 tot 1973 aan de Rijksakademie van beeldende kunsten, Amsterdam en is vervolgens gedurende twintig jaar als docent verbonden geweest aan Gerrit Rietveld Academie. Veel van zijn architectuurgebonden ontwerpen, monumentale autonome beelden en installaties staan in de openbare ruimte door geheel Nederland. In Van Oorschots oeuvre gaat het om de beeldende kwaliteit van maten en verhoudingen, ordeningen en verschuivingen. Het monument voor de geleerde bij Westervoort is in die zin op te vatten als een geloofsbelijdenis. Gedurende de laatste jaren van zijn leven was Van Oorschot partner van beeldend kunstenaar en schrijver Pam Emmerik.

## Werken (selectie)

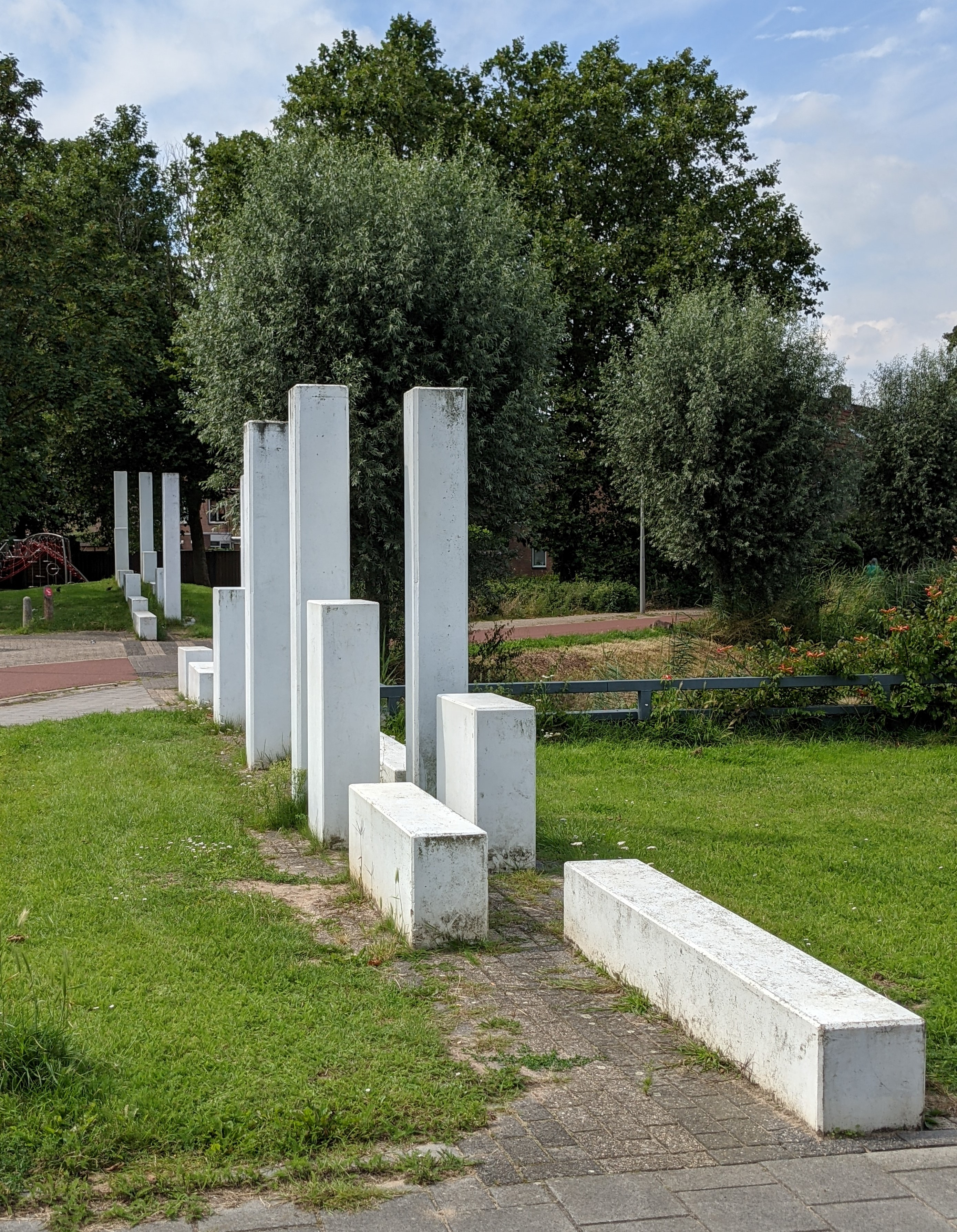
'Elementen' door Ger Dekker en Pjotr van Oorschot, Kroonse Wal, Arnhem

- Projekt Visbuurt, onderzoek en ontwerp i.s.m. Ger Dekker, Den Helder, 1973-1978
- Muurschildering, grootformaat schildering in okergeel, donkerblauw en wit i.s.m. Ger Dekker, Juttersplein, Den Helder, 1978
- Venetiaans Quadrant, dakversiering voor het St. Elisabeth Gasthuis, Hilvarenbeekseweg, Tilburg, 1982[1]
- Integratiedijk, muur van zwart beton i.s.m. Coen Wilderom aan de Westbroekstraat/Wageningendreef, Amsterdam, 1982
- Objectengroep van negentien palen, kunstwerk van glasfiber en kunststof i.s.m. Ger Dekker aan het Vinkenlaantje, Loosduinen, Den Haag, 1984
- Fibonacci-structuur van stroken Venetiaans glas, politiebureau aan de Flierbosdreef, Amsterdam Bijlmer, 1985
- Compositie VII en VIII (2 grote marmeren en granieten kubussen op straat, grijswitte bestrating in rastervorm, 3 kleinere kubussen op het dak) voor het politiebureau aan de Flierbosdreef, Amsterdam, 1985.
- Elementen, kunstwerk i.s.m. Ger Dekker aan de Kroonse Wal/Beerstraat, Arnhem-de Laar West, 1981-1986
- Pleinreliëf, muurschilderingen en kunstwerk met hardstenen blokken, Kantongerecht aan het Janskerkhof 13, Utrecht, 1986
- Golvende wanden, betonnen geluidswerende schuttingen langs de A10, Amsterdam-Noord, 1989
- Het Fibonacci monument, granieten kunstwerk aan de Rijndijk, Westervoort, 1994
- Het Koningspaar, kunstwerk aan de Dr. W. Dreeslaan, Ede, 1995[2]

- RKD-Nederlands Instituut voor Kunstgeschiedenis: 60645
- Union List of Artist Names: 500223035
- Virtual International Authority File: 173016772